# 标王
标王指对中央电视台每晚天气预报节目前标板广告中标额最高的企业的称呼。后该概念延伸到其他领域，如体育转会。
1998年后，因前几届标王企业陷入困境，之后央视淡化了标王的概念。

## 历届标王
央视历届标王如下
：
- 1995年，孔府宴酒
- 1996年，秦池
- 1997年，秦池
- 1998年，爱多
- 1999年，步步高
- 2000年，步步高
- 2001年，娃哈哈
- 2002年，娃哈哈
- 2003年，熊猫
- 2004年，蒙牛
- 2005年，宝洁
- 2006年，宝洁
- 2007年，宝洁

## 引用文献
1. ↑  .   [2009-06-06]. （原始内容存档于2016-03-04）.
2. ↑  .   [2009-06-06]. （原始内容存档于2016-03-05）.
3. ↑  中超历届标王及身价[永久]
4. ↑  职业联赛历届转会标王:身价相比 5年缩水三分之二[永久]
5. ↑  .   [2009-06-06]. （原始内容存档于2016-03-04）.
6. ↑  .   [2009-06-06]. （原始内容存档于2016-03-04）.
7. ↑  .   [2009-06-06]. （原始内容存档于2016-03-04）.
8. ↑  .   [2009-06-06]. （原始内容存档于2016-03-04）.
9. ↑  .   [2009-06-06]. （原始内容存档于2007-02-23）.